# Лонгуш
Лонгуш (порт. Longos)  —  район (фрегезия) в Португалии,  входит в округ Брага. Является составной частью муниципалитета  Гимарайнш. Находится в составе крупной городской агломерации Большое Минью. По старому административному делению входил в провинцию Минью. Входит в экономико-статистический  субрегион Аве, который входит в Северный регион. Население составляет 1699 человек на 2001 год. Занимает площадь 7,05 км².
Покровителем района считается Святая Кристина (порт. Santa Cristina). 